# Nabaztag
Nabaztag (hare på armensk, նապաստակ (napastak)]) er en enhed der understøtter Wi-Fi. Det er en elektronisk enhed der blev opfundet af Rafi Haladjian og Olivier Mével. Den fremstilles af Violet. Nabaztag er en såkaldt ambient device. Der er adskillige muligheder for at benytte den, idet den kan hente forskellige informationer som vejrudsigter, ejerens e-mail og lignende via internettet. Den er fuldt programmerbar. Siden udviklingen startede, har Antoine Schmitt stået for designet af adfærd og Jean-Jacques Birgé har designet lydsiden.
Efter en længere periode med tekniske problemer endte det med at Violet (firma) blev erklæret kunkurs den 20. oktober 2009 og Mindscape købte Violet.
I efteråret 2010 annoncerede Mindscape en tredje generation med navnet "Karotz". Karotz blev frigivet i april 2012.
27. juli 2011 stoppede Mindscape vedligeholdelsen af Nabaztag og frigav kildekoden.
23. december 2011 blev det via. en e-mail oplyst til dem der havde en konto hos Violet, at Nabaztag-kaninerne ville "vende tilbage til livet" den 24. december 2011. Nabaztag.com sitet accepterer registreringer for alle kaniner bortset fra version 1.

## Egenskaber
Nabaztag-kaninen er 23 cm høj og vejer 418 g. Den kan sende og modtage MP3-filer og beskeder bliver læst højt. Der findes en lang række tjenester (der enten læses højt eller benytter sig at indikator-lamperne): vejrudsigt, aktiemarkedesoplysninger, nyhedsoverskrifter, vækkeur, e-mail alarmer, RSS-feeds, MP3-streams og mere.
Der er et API der kan anvendes med en lang række programmeringssprog herunder Java, Perl, Python, eller PHP,.
I begyndelsen kunne den kun tale engelsk and fransk men fra og med juni 2007 understøttede Nabaztag tysk, italiensk, spansk og nederlandsk.
Kaninerne kan tilpasses med Skinz-tatoveringer, aftagelige ører og USB haler i forskellige farver og Flatanoz nøgleringe med RFID-chips.